# Maelor Saesneg

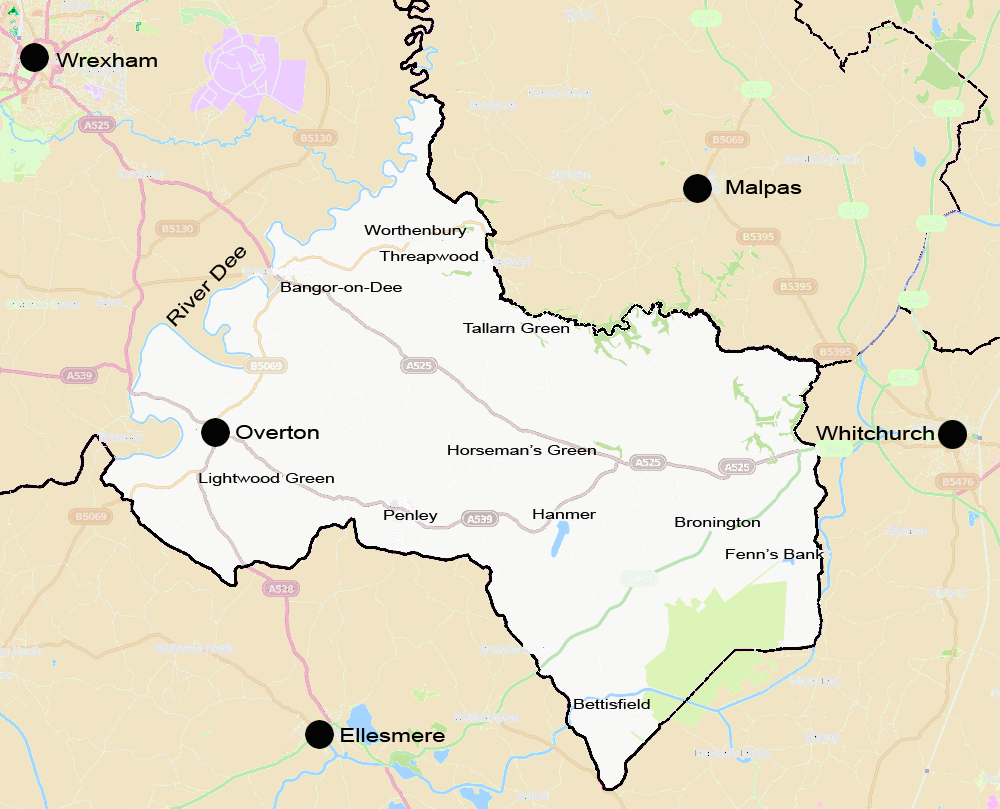
Carte de la région.

Le Maelor Saesneg ou English Maelor est une région historique du pays de Galles.
Située dans le nord-est du pays, à la frontière de l'Angleterre, elle constitue une exclave du comté du Flintshire jusqu'en 1974. Depuis 1996, elle est rattachée au borough de comté de Wrexham.
Elle comprend les localités de Bangor-on-Dee, Bettisfield (en), Bronington, Halghton (en), Hanmer, Overton-on-Dee, Penley (en) et Whitewell (en).